# Bornmuellera baldaccii
Bornmuellera baldaccii là một loài thực vật có hoa trong họ Cải. Loài này được (Degen) Heywood mô tả khoa học đầu tiên năm 1964.